# Villefranche-sur-Mer
Villefranche-sur-Mer (okcitansko/provansalsko Vilafranca de Mar) je francosko pristaniško naselje in občina ob Sredozemskem morju v departmaju Alpes-Maritimes. Leta 2006 je naselje imelo 6.610 prebivalcev.

## Geografija
Naselje leži na Azurni obali v neposredni bližini Nice. Ozemlje nad mestom je zelo strmo in prehaja v predalpsko območje Provanse. Pristanišče ima zelo ugodno lego in je med najglobljimi na svetu. Vzhodno od pristanišča je polotok Cap Ferrat, ki se ponaša z eksotičnimi vrtovi in lepimi pogledi.

## Administracija
Villefranche-sur-Mer je sedež istoimenskega kantona, v katerega so poleg njegove vključene še občine Beaulieu-sur-Mer, Cap-d'Ail, Èze, Saint-Jean-Cap-Ferrat in La Turbie z 22.465 prebivalci. Kanton je sestavni del okrožja Nica.

## Zgodovina
S padcem Karolinškega imperija je ozemlje sedanjega Villefrancha postalo del Lotaringije, kasneje grofije Provanse. Leta 1295 je Karel II. Anžujski, tedaj provanški grof, privabil prebivalstvo Montoliva z okolico k naselitvi bližje obali z namenom zavarovati ozemlje pred pirati. Z listino je ustanovil Villefranche kot svobodno pristanišče in brezcarinsko območje, ki je trajalo še v 18. stoletju. Mesto ima še danes del svoje nekdanje srednjeveške podobe. Leta 1557 je savojski vojvoda dal zgraditi trdnjavo, ki je danes turistična znamenitost. 

## Zanimivosti
- baročna cerkev nadangela Mihaela v starem delu naselja, zgrajena v začetku 14. stoletja, prenovljena konec 18. stoletja, francoski zgodovinski spomenik od 26. junija 1990,
- kapela sv. Petra ob ribiškem pristanišču, zgodovinski spomenik od 27. decembra 1996,
- renesančna palača Villa Léopolda iz začetka 20. stoletja, zgodovinski spomenik,
- oceanološki observatorij
- Muzej sodobne umetnosti Goetz-Boumeester,

- V mestu občasno domuje tudi Tina Turner.

## Pobratena mesta
- Bordighera (Ligurija, Italija)
- Newport (Wales, Združeno kraljestvo)
- Plan-les-Ouates (Ženeva, Švica)
- Reiskirchen (Hessen, Nemčija)